# 硝酸镎(VI)酰
硝酸镎(VI)酰是一种无机化合物，化学式为NpO2(NO3)2，有放射性。它的水合物可从镎(VI)的稀硝酸溶液中结晶得到（NpO2(NO3)2·1~2H2O），并在空气中形成NpO2(NO3)2·6H2O。它和碳酸锂反应，可以得到碳酸镎(VI)酰（NpO2CO3）；和钼酸钠反应，可以得到钼酸镎(VI)酰（NpO2MoO4·nH2O）。它在70 °C和吡啶在水溶液中反应，可以沉淀出巧克力棕色的氢氧化镎(VI)酰（NpO2(OH)2·H2O）。